# Asklepiodotos z Aleksandrii
Asklepiodotos z Aleksandrii (V wiek n.e.) – grecki filozof neoplatoński, matematyk, lekarz i muzyk. Był uczniem Proklosa i autorem komentarza do dialogu Timajos Platona.